# پتاسیم اکتاکلرودی‌مولیبدات

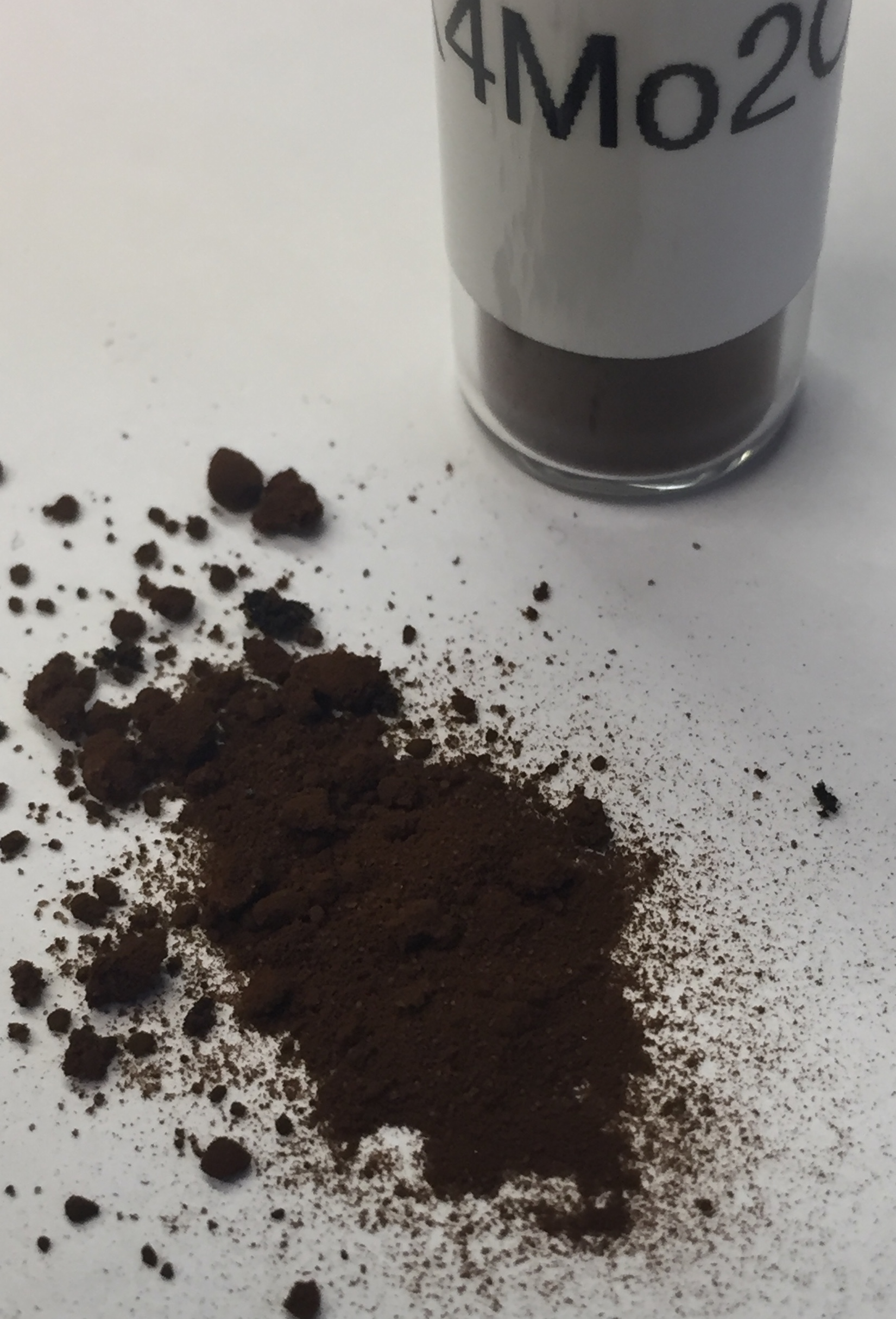
شکل ظاهری پتاسیم اکتاکلرودی‌مولیبدات

پتاسیم اکتاکلرودی‌مولیبدات (به انگلیسی: Potassium octachlorodimolybdate) با فرمول شیمیایی Cl۸K۴Mo۲ یک ترکیب شیمیایی است. که جرم مولی آن ۶۳۱٫۹ g/mol می‌باشد. شکل ظاهری این ترکیب، بلورهای قرمز است.